# Kaspijsko jezero
Kaspijsko jezero (včasih imenovano tudi Kaspijsko morje) je veliko endoreično vodno telo, ki leži na meji med Azijo in ruskim delom Evrope. Je največje območje celinskega vodovja na Zemlji, s površino 271.000 km2, kar predstavlja skoraj petino vse celokupne površine jezer na Zemlji.
Različni viri ga označujejo bodisi za največje jezero na svetu, bodisi za morje, kar ima poleg povsem jezikovnih tudi pravne posledice. Zgodovinsko je zaradi svoje velikosti veljalo za morje, kar odražajo imena v jezikih vseh narodov, ki živijo v okolici. Voda je polslana, pri čemer se slanost različnih delov jezera razlikuje in ni posledica vsebnosti natrijevega klorida, pač pa natrijevega sulfata in drugih soli. Po drugi strani nima povezave s svetovnimi oceani.
Kaspijsko jezero obkrožajo Rusija, Azerbajdžan, Iran, Turkmenistan in Kazahstan. Razrešitev pravnega statusa otežujejo nestabilna politična situacija v celotni regiji in vprašanja gospodarskega izkoriščanja kaspijskega bazena, predvsem bogatih zalog nafte ter zemeljskega plina. V času Sovjetske zveze je bil v veljavi dogovor z Iranom, po katerem je imelo status jezera, kar je pomenilo, da je bilo celoti razdeljeno med njiju glede na dolžino obal. Po razpadu Sovjetske zveze je sledilo dvajsetletno obdobje ozemeljskih sporov za nadzor nad viri, leta 2018 pa so vse vpletene države podpisale Konvencijo o pravnem statusu Kaspijskega jezera, po kateri ima površina status notranjega morja, s 15 milj širokim pasom teritorialnih voda in dodatnih 10 milj ekskluzivne ribolovne cone, dlje od obale pa so mednarodne vode kot jih določa Konvencija Združenih narodov o pomorskem mednarodnem pravu. Po drugi strani je ostala razdelitev dna odprta za dvostranske dogovore med državami, tako da pravno zdaj ni ne povsem morje, ne povsem jezero.

## Geografija
Kaspijsko jezero je podolgovate oblike, razpotegnjeno približno v smeri sever–jug v dolžini 1200 km, povprečna širina pa je približno 320 km. S površino 0,4 milijona km2 predstavlja skoraj petino vse površine zaprtih vodnih teles na Zemlji. Vsebuje približno 50 otokov s skupno površino nekaj več kot 2000 km2. Večina je majhnih, največji med njimi je Čečen (122 km2). Morfološko ga običajno delimo na tri dele:
- Severni del je najplitvejši in geološko najstarejši, del tektonske depresije v t. i. Ruski platformi iz predkambrija, ki so jo preoblikovale reke s svojimi nanosi. Obalo tvorijo delte glavnih pritokov, ki tvorijo obsežna mokrišča, sledi nekdanjih delt pa so vidne tudi po dnu. Povprečna globina je le 4,4 m.[2][7]
- Srednji del ima povprečno globino 192 m in je najožji. Dno na tem delu tvori zapleten stik tektonskih plošč. Zahodne obale so višje, tu se izlivajo dodatni pritoki, kot sta Terek in Samur. Na vzhodu so obale bistveno nižje in razčlenjene z dolgimi polotoki, tu se nahaja laguna Kara Bogaz, ki je največji zaliv Kaspijskega morja.[2][7]
- Južni del je najgloblji (povprečna globina 344 m, največja globina 1025 m) in prav tako močno razčlenjen, posledica procesov gubanja, ki so ustvarili Kavkaz na zahodu in so predvsem na meji med srednjim ter južnim delom še vedno aktivni. Dno predstavlja  več kilometrov debela plast sedimentov, ki prekrivajo starodavne kamnine nekdanje oceanske skorje. Ob celotni zahodni in južni obali se razteza iransko gorovje Elburs, vzhodna obala pa je spet nizka.[2][7]

Glavna pritoka jezera sta Volga (približno 80 % pritoka) in reka Ural, poleg njiju pa še okoli 130 manjših rek, ki zbirajo vode iz povodja s približno desetkratno površino jezera. Kaspijsko jezero nima naravnih odtokov. Tako deluje kot zaprt bazen, brez povezav z zunanjimi oceanskimi celotami. Jezero je postala zaprta celota pred približno 5,5 milijoni let. Gladina jezera redno niha, včasih v zelo kratkih periodah (preko stoletja). Današnja nadmorska višina jezera je -28 metrov oziroma 28 metrov pod morsko gladino. V letih od 1929 do 1977 se je morska gladina spustila za 3 metre, potem pa se je med letoma 1977 in 1995 ponovno dvignila za 3 metre.
Na spremembo gladine vpliva predvsem količina padavin v porečju reke Volge. Padavine na tem območju so zelo povezane s kroženjem Atlanskega toka, zato je Kaspijsko jezero pomemben vir za preučevanje globalnih podnebnih sprememb.

### Mesta v bližini
Večja mesta v bližini Kaspijskega jezera:
- Astrahan, Rusija
- Baku, Azerbajdžan
- Astara, Iran
- Derbent, Rusija
- Anzali, Iran
- Turkmenbaši (nekdanji Krasnovodsk), Turkmenistan
- Kalous, Iran
- Atirau, Kazahstan (nekdanji Gurijev)
- Aktau, Kazahstan (nekdanji Ševčenko)

## Zgodovina
V antiki so ga imenovali Hirkansko morje. Druga starejša poimenovanja Kaspijskega jezera so Mazandaransko morje, Hazarsko morje in Hvalisiansko morje.
Zgodovinska mesta in pokrajine v okolici jezera:
- Hirkanija, Perzija (Iran)
- Tamiše, Perzija
- Itil, Hazarija
- Hazaran

## Živalstvo
Kaspijsko jezero ima pomemben delež pri lovu na jesetre (iz iker jesetrov izdelujejo kaviar). Prekomerno ribarjenje je že močno ogrozilo naravno populacijo, zato naravovarstveniki zahtevajo omejitev lova, dokler se populacija ne obnovi.

## Promet
Na jezeru deluje mnogo trajektnih povezav, med njimi:
- povezava med Turkmenbašijem in Bakujem